# Scary Kids Scaring Kids
Scary Kids Scaring Kids (также известны как SKSK) — американская пост-хардкор-группа, образованная в Гилберте, штат Аризона, в 2002 году. Название взято из одноименной песни группы Cap’n Jazz. Группа распалась после прощального тура, который прошёл с января по март 2010 года.

## История

### Образование группы,After DarkиTCSiF(2002—2005)
Группа, которая первоначально включала вокалиста/басиста Тайсона Стивенса, гитаристов Чеда Кроуфорда, ДиДжея Уилсона (который позже стал басистом) и Стива Кирби, клавишника Пуяна Афкари и барабанщика Питера Коста, на свои средства записала EP, After Dark, пока все её участники ещё были учениками средней школы (позднее данный EP был переиздан лейблом Immortal Records в 2005 году). Участники группы решили уделять творчеству больше времени и тогда они начали работать на низкооплачиваемых работах и брали ссуды, чтобы финансировать свои первые туры.
С февраля по март 2005 года SKSK записывают свой первый альбом под названием The City Sleeps in Flames, продюсером которого был Брайан МакТернан. Альбом был издан лейблом Immortal Records 28 июня 2005 года. Пластинка получила довольно хорошие отзывы, в поддержку её были сняты видеоклипы на 2 самых успешных сингла — «The Only Medicine» и «My Darkest Hour».

### Scary Kids Scaring Kids(2006—2007)
Scary Kids Scaring Kids, выпущенный 28 августа 2007 года и спродюсированный Доном Гилмором (ранее работавшим с такими коллективами, как Linkin Park и Good Charlotte) в Северном Голливуде, штат Калифорния — это результат огромных усилий группы, так как большую часть времени 2007 года группа провела в туре. SKSK хотели создать именно органичный альбом, а не просто сборку песен, скомпонованных вместе. Это было достигнуто путём плавного переливания одной песни в другую, создания отдельных вступления к альбому («Prelude») и его заключения («The Power of Resolution»), а также отсылок от последующих песен к предыдущим («Power of Resolution» -> «Set Sail»). Что же касается текстов, то основные их темы — от поиска правды, самопознания до борьбы за то, во что веришь. SKSK были настолько довольны своим творением, что дали ему одноимённое название.
В январе 2008 группа была награждена премией Либби от организации PETA за участие в одной из кампании данной организации. И это несмотря на то, что никто из SKSK не является вегетарианцем.

### Смена лейбла, последующий альбом, распад группы (2008—2010)
SKSK покинули лейбл Immortal до его закрытия и подписались на RCA Records. Во время осеннего тура с Anberlin, Straylight Run и There For Tomorrow группа анонсировала работу над следующим альбомом сразу после окончания тура. Релиз намечался на октябрь 2009.
Вокалист Тайсон не участвовал в последних 4 днях тура The Warped Tour 2009, из-за чего за него в это время пели вокалисты Escape the Fate, Saosin, Emarosa и Yesterdays Rising.
30 ноября 2009 года клавишник группы Пуян написал официальное послание от группы, в котором сказал о грядущем распаде группы по общему решению всех её участников.
Прощальный тур группы Scary Kids Scaring Kids состоялся с января по март 2010 года. В этом туре не принял участие Джеймс Этридж, который был барабанщиком группы последние несколько лет. Вместо него играл Дерек Смит, который также разогревал SKSK со своим хип-хоп проектом Mod Sun.
Альбом, записанный группой в 2009 году, не будет выпущен и вообще представлен в каком-либо виде широкому кругу слушателей, так как на тот момент, когда группа приняла решение о распаде, вокал ещё не был наложен на музыку.
Прощальное выступление SKSK состоялось 6 марта 2010 года в клубе Soma, Сан-Диего, штат Калифорния.
После распада группы гитарист Чед Кроуфорд вместе с участниками Drop Dead, Gorgeous образовал группу Curses.
21 октября 2014 года Тайсон Стивенс был найден мёртвым. Причиной смерти, предполагаемо, стала передозировка героина.

### 2019 - настоящее время
В 2019 году группа возобновила свою музыкальную деятельность, ознаменовав это выходом нового сингла "Loved Forever". Новым вокалистом стал Коув Ребер, известный ранее как вокалист группы Saosin. 4 февраля 2021 года музыканты подписали контракт с лейблом Velocity Records.
18 декабря 2021 года был анонсировал концертный тур от лейбла с участием SKSK, D.R.U.G.S., Dead American и Secrets, который прошёл с 16 февраля по 20 марта 2022 года.
22 февраля 2022 года группа выпустила сингл "Knock It All Down" с их третьего студийного альбома "Out of Light". Второй сингл, "Nightmare", был выпущен месяц спустя совместно со Спенсером Чарнасом из Ice Nine Kills. Альбом "Out of Light" был выпущен 27 мая 2022 года, пластинка получила смешанные отзывы. В каждом треке на альбоме участвуют разные гостевые вокалисты.
В 2024 году SKSK выпускают новый сингл "Blackout", спродюсированный Чедом Кроуфордом.

## Последний состав группы
- Тайсон Стивенс (Tyson Stevens) — вокал (2002—2010), бас-гитара (2002—2004)
- Чед Кроуфорд (Chad Crawford) — ритм- и лид-гитара (2002—2010)
- Пуян Афкари (Pouyan Afkary) — клавишные, электроника, бэк-вокал (2002—2010)
- Стив Кирби (Steve Kirby) — ритм- и лид-гитара (2002—2010)
- ДиДжей Уилсон (DJ Wilson) — бас-гитара (2004—2010), гитара (2002—2004)
- Дерек Смит (James Ethridge) — барабаны, перкуссия (2010)
- Коув Ребер (Cove Reber) вокал 2019-наст. время

## Дискография

### Альбомы и EP
- After Dark EP (2003)
- The City Sleeps in Flames (2005)
- Scary Kids Scaring Kids (2007)
- Out Of Light (2022)

### Компиляции
- Music on the Brain Vol. 2
- Punk The Clock Vol. 2
- Masters of Horror Soundtrack (саундтрек к сериалу «Мастера ужасов»)
- Punk Goes '90s
- U.S. Cellular Emerging Artists Vol. 1
- Punk Goes Crunk

### Синглы
| Год  | Название                    | Альбом                    |
| ---- | --------------------------- | ------------------------- |
| 2005 | «The Only Medicine»         | The City Sleeps in Flames |
| 2006 | «The City Sleeps In Flames» | The City Sleeps in Flames |
| 2006 | «My Darkest Hour»           | The City Sleeps in Flames |
| 2007 | «Faces»                     | Scary Kids Scaring Kids   |
| 2007 | «Snake Devil»               | Scary Kids Scaring Kids   |
| 2007 | «The Deep End»              | Scary Kids Scaring Kids   |